# Autovýr
Autovýr (zkratka pro automatickou výrob(n)u, anglicky Autofac – Automatic Factory) je vědeckofantastická povídka/noveleta amerického spisovatele Philipa K. Dicka, která vyšla poprvé v listopadu 1955 v magazínu Galaxy Science Fiction.
V povídce se vyskytují sebereplikující se stroje. Jde o jeden z prvních popisů sebereplikujících se strojů ve vědeckofantastické literatuře.

## Historie
Povídka zapříčinila spor mezi P. K. Dickem a Horacem L. Goldem, editorem časopisu Galaxy Science Fiction. Ten měl ve zvyku upravovat přijaté texty od autorů, což se jim pochopitelně nelíbilo. Philip K. Dick byl naštvaný tímto vměšováním do svého díla. Uvedl:

„Navzdory skutečnosti, že Galaxy byl mým hlavním zdrojem příjmů, řekl jsem Goldovi, že mu nic neprodám, dokud nepřestane upravovat mé příběhy – poté už ode mě nekoupil vůbec nic.“ (později od roku 1959 však Dick prodal další své příběhy do Galaxy Science Fiction)
P. Dick pokračuje: 

„Spisovatel Thomas M. Disch se o této povídce vyjádřil, že jde o jedno z prvních ekologických poselství ve vědeckofantastické literatuře. Já jsem však při psaní spíše rozvíjel myšlenku, že kdyby se továrny zcela zautomatizovaly, mohly by také začít projevovat instinkt přežití, který je vlastní všem živým tvorům... a možná přijít s podobným řešením.“

## Postavy
- Earl Perine
- Morrison
- O'Neill
- Judith O'Neill – manželka O'Neilla

## Děj
Tři muži, Earl Perine, Morrison a O'Neill čekají u svého bydliště na automatizované vozidlo rozvážející zásoby. O pět let dříve, během totálního globálního konfliktu, byla vytvořena síť automatických továren s kybernetickými kontrolami, které určují, jaké potraviny a spotřební zboží se mají vyrábět a dodávat. Lidský faktor byl vyloučen. Průmyslové provozy továren zbytečně spotřebovávají omezené zdroje planety a lidé jim neumí předat informaci o skončení války. Nadbytek výrobků se po válce ukazuje jako zátěž, nikoli výhoda. 
Zmiňovaná trojice mužů má za cíl přerušení rozvozu, aby se pokusili navázat komunikaci s továrnou a převzít kontrolu. Pokusí se zničit náklad, ale vozidlo vyloží nový. Neuspějí ani s naložením zásob zpět na vozidlo. Teprve když předstírají závadu na výrobku, je navázána komunikace s továrnou, která oznámí brzkou návštěvu svého zástupce – humanoidního sběrače dat. Sběrač se dostaví, ale nikdo z mužů není schopen logickými argumenty přimět síť výroben, aby přestala s produkcí. Ve své frustraci sběrače rozbijí, ale ani to k ničemu nevede.
Řešením se ukáže teprve vyvolání vzájemné soutěže dvou sousedních továren o vzácné zdroje. Ta dokonce přeroste v ozbrojený konflikt. Po vzájemném zničení muži sestupují do podzemní části jedné z továren, aby zjistili, zda se zachovaly nějaké nepoškozené průmyslové stroje. Uvnitř zjistí, že se továrna sama replikuje a vystřeluje do okolního prostředí zárodky miniaturních verzí automatických výroben.

## Česká vydání
Česky vyšla povídka v následujících sbírkách nebo antologiích (k roku 2024):
- Výplata (Baronet, 2004)
- Minority Report (I) (Argo, 2015)